# Agostinho Ermelino de Leão
Agostinho Ermelino de Leão (Paranaguá, 25 de março de 1834 — Curitiba, 28 de junho de 1901) foi um político brasileiro.
Foi presidente da província do Paraná, de 23 de março a 5 de novembro de 1866, de 28 de agosto a 27 de novembro de 1869, de 20 de abril a 24 de dezembro de 1870 e de 2 a 8 de maio de 1875.